# حسین جهانبانی
حسین جهانبانی (۱۳۰۲–۱۳۹۵) سپهبد نیروی زمینی شاهنشاهی ایران، آجودان مخصوص شاه، برادر سپهبد نادر جهانبانی و از امضا کنندگان اعلامیه بی‌طرفی ارتش در ۲۲ بهمن ۱۳۵۷ بود.
او در دادگاه او روز ۲۸ بهمن دستگیر و در دادگاه انقلاب به حبس ابد محکوم شد اما با گذشت ۷ سال از زندانش، مشمول عفو رهبری و آزاد شد. جهانبانی در سالهای پایانی عمرش برای معالجه به پاریس رفته و در سال ۱۳۹۶ در پاریس درگذشت.
حسین جهانبانی فرزند سپهبد امان‌الله جهانبانی بود و برادران او سرلشکر حمید جهانبانی، ناخدا یکم پرویز جهانبانی، سپهبد نادر جهانبانی نیز در ارتش فعالیت داشتند.